# Lealtad y Dignidad
Lealtad y Dignidad fue un partido político de Argentina que empezó como un sector del llamado peronismo creado por el político Carlos Menem y disconforme con el liderazgo de Néstor Kirchner. En febrero de 2007 el partido fue inscripto por Menem para poder presentarse en las elecciones presidenciales de ese año. Fue disuelto tras unirse al Frente de Todos (coalición de 2019) en el gobierno del presidente Alberto Fernández. 

## Historia
En 2005 Carlos Menem resulta elegido senador nacional por la provincia de La Rioja. El expresidente siempre mostró su oposición a las políticas del presidente Kirchner quien fue su rival en las Elecciones presidenciales de Argentina de 2003 y acusándolo de llevar al peronismo hacia la izquierda en vez de mantener la ideología original, por esa razón Menem (76 años) el 5 de febrero de 2007 inscribió en la justicia federal el nuevo partido Lealtad y Dignidad para participar de las elecciones presidenciales de 2007 el partido fue inscrito en todo el país.
Ese mismo año 2007 el senador Menem se presentó en las elecciones provinciales de La Rioja de 2007 para gobernador acompañado por Nicolás Martínez pero solo logró el 22,33% quedando en tercera posición. Debido a ese mal resultado y que las encuestas no le eran favorables decidió no presentarse como candidato a presidente.
En el año 2009 en una gira para presentar a sus candidatos de su partido Lealtad y Dignidad a diputados nacionales en el club Talleres de la ciudad de Mar del Plata y pese a sus 78 años aseguró que todavía se sentía fuerte para aportar a la política al decir que "quiero salvar a la Argentina y ya que los argentinos confiaron en mí en varias oportunidades, voy a hacer lo imposible para colaborar a salir de esta difícil situación", "La idea es ir por la presidencia en el 2011", afirmó antes de decir, entre risas, "si Dios me da vida". "Lo hago porque creo que podemos hacer un excelente papel. La pregunta de por qué me presento me la hicieron durante toda la vida, cuando fui candidato a gobernador, a presidente en dos oportunidades y una tercera en el 2003, que en primera vuelta también ganamos. Por eso me presento, porque sé que podemos hacer un buen papel" de esta manera Menem anunciaba su candidatura a presidente para el 2011. Finalmente declinó su candidatura y buscó su reelección como senador nacional y nuevamente en las Elecciones legislativas de Argentina de 2017 donde Lealtad y Dignidad junto con el Partido Justicialista de la Rioja, el Movimiento de Acción Vecinal, Partido Compromiso Federal y Frente del Pueblo hicieron una alianza llamada Frente Justicialista Riojano quedando segundo donde Menem logró entrar por la minoría.
En 2017 también fue parte del Frente Justicialista Cumplir en la provincia de Buenos Aires llevando a Florencio Randazzo como primer candidato a senador nacional y a Eduardo Bali Bucca como primer candidato a diputado quien logró entrar al congreso nacional.
El partido ha apoyado a varios candidatos Peronistas no K a gobernadores en las diferentes provincias y normalmente ha presentado a varios candidatos a intendente (la mayoría en la provincia de la Rioja) o a diputados nacionales. El lema del partido es "Recuperar el Peronismo".

## Elecciones a gobernador de La Rioja de 2007
| Fórmula                          | Partido                                   | Votos  | Porcentaje |
| -------------------------------- | ----------------------------------------- | ------ | ---------- |
| Luis Beder Herrera Teresa Luna   | Alianza Frente del Pueblo Riojano         | 65.724 | 42,49%     |
| Ricardo Quintela Fernando Rejal  | Frente para la Victoria                   | 43.082 | 27,85%     |
| Carlos Menem Nicolás Martínez    | Lealtad y Dignidad                        | 34.547 | 22,33%     |
| Julio Martínez Enzo Herrera Páez | Alianza Frente Cívico y Social            | 7.138  | 4,61%      |
| Rogelio De Leonardi Pablo Lucero | Alianza Encuentro Popular Riojano         | 2.673  | 1,73       |
| Horacio Pavón María Paredes      | Partido Izquierda Socialista              | 770    | 0,50       |
| Graciela Dáscola                 | Afirmación para una República Igualitaria | 753    | 0,49       |

(1) Alianza intregada por Frente del Pueblo, Frente con Todos, Movimiento Norte Grande y MOTEPO
(2) Alianza integrada por Frente para la Victoria, Partido Justicialista, Compromiso Riojano y Movimiento Federal
(3) Alianza integrada por Unión Cívica Radical y Movimiento Nacional Constitucional
(4) Alianza integrada por Partido Comunista, Partido Intransigente y Frente Grande

## Representantes en las provincias

### La Rioja[7]
| Distrito          | Diputado   | Bloque | Bloque                           | Mandato | Mandato |
| Distrito          | Diputado   | Bloque | Bloque                           | Inicio  | Fin     |
| ----------------- | ---------- | ------ | -------------------------------- | ------- | ------- |
| Arauco (La Rioja) | Pedro Luna |        | Justicialista Lealtad y Dignidad | 2015    | 2019    |